# Papyrus 126
Papyrus 126 (nach Gregory-Aland mit Sigel {\displaystyle {\mathfrak {P}}}126 bezeichnet) ist eine frühe griechische Abschrift des Neuen Testaments. Es handelt sich dabei um ein Fragment eines Papyrusmanuskripts des Hebräerbriefs. Die Handschrift wird auf das 4. Jahrhundert datiert.

## Beschreibung
Bei der Handschrift handelt es sich um eine zweiseitig beschriebene Papyrusseite des Hebräerbriefs in Scriptio continua. Wegen der fragmentarischen Erhaltung sind nur Heb. 13,12-13 und 13,19-20 auf einem etwa 3,7 × 9,1 cm großen Stück zu identifizieren. Die Handschrift wurde ursprünglich einspaltig mit je etwa 20 Zeilen pro Seite (ca. 16 × 30 cm) geschrieben.